# 1-二十九烷醇
1-二十九烷醇（也称为正二十九烷醇）是一种有机化合物，分子式C29H60O，结构简式CH3(CH2)28CH2OH，是一种饱和一元醇，存在于正紅樹（Rhizophora apiculata）等植物中。